# Рюмин, Василий Гаврилович (моряк)
Василий Гаврилович Рюмин (ранее 1820—позже 1870) — русский военный моряк, участник Кавказской войны.

## Биография
Сын мичмана Гавриила Герасимовича Рюмина, воспитывался дома и 8 июля 1820 года был произведён в гардемарины.
В 1820—1827 годах плавал в Чёрном море, был произведён 22 февраля 1823 года в мичманы. В 1828 году на бриге «Ганимед» крейсировал у Абхазских берегов, после чего, командуя иолом № 14, участвовал при взятии Варны, за что был награждён орденом св. Анны 3-й степени с бантом, а 2 октября того же года был произведён за отличие в лейтенанты.
В 1829 году на фрегате «Штандарт» крейсировал у Румелийских и Анатолийских берегов, причём, «за вырезку и истребление турецких судов из-под крепости Ахиолло», был награждён орденом св. Владимира 4-й степени, после чего на бриге «Ганимед» крейсировал между Сизополем и Трапезундом. В следующем, 1830 году на корабле «Пимен» плавал при перевозке десантных войск из Румелии и Болгарии в русские черноморские порты, потом командовал транспортом № 16 у Крымских берегов и, наконец, командуя катером «Жаворонок», плавал в Чёрном море от Севастополя до Геленджика.
В последующие годы Рюмин командовал брандвахтенным судном № 17 у Керчи (1832 год). На корабле «Пимен» перешёл из Севастополя на рейд Буюкдере у Константинополя, откуда с десантными войсками прибыл в Феодосию. Был награждён турецкой медалью (1833 год), затем крейсировал на разных судах (1834—1837 годы). В сентябре 1837 года был произведён за отличие в капитан-лейтенанты.
В 1838—1847 годах командовал бригом «Аргонавт» в отряде судов, наряженных для содействия сухопутным войскам в военных действиях против горцев в Абхазии. Во время этих экспедиций Рюмин неоднократно бывал в перестрелках с горцами и руководил корабельной артиллерийской поддержкой высаживаемым на берег десантам.
4 декабря 1843 года Рюмин за проведение 18 морских кампаний был награждён орденом св. Георгия 4-й степени (№ 7122 по списку Григоровича — Степанова). 6 декабря 1846 года был произведён за отличие в капитаны 2-го ранга и 23 апреля 1850 года — в капитаны 1-го ранга (командовал фрегатом «Мария»).
31 октября 1851 года назначен комиссионером в Ростов-на-Дону, с переименованием в полковники и с состоянием по Черноморскому Адмиралтейству.
4 апреля 1860 года был произведён в генерал-майоры и уволен со службы. Дата смерти точно неизвестна, но не ранее 1870 года.